# 米野木站
米野木站（日语：／ Komenoki eki */?）是位於日本愛知縣日進市米野木町，屬於名古屋鐵道豐田線的鐵路車站。車站編號是TT05。

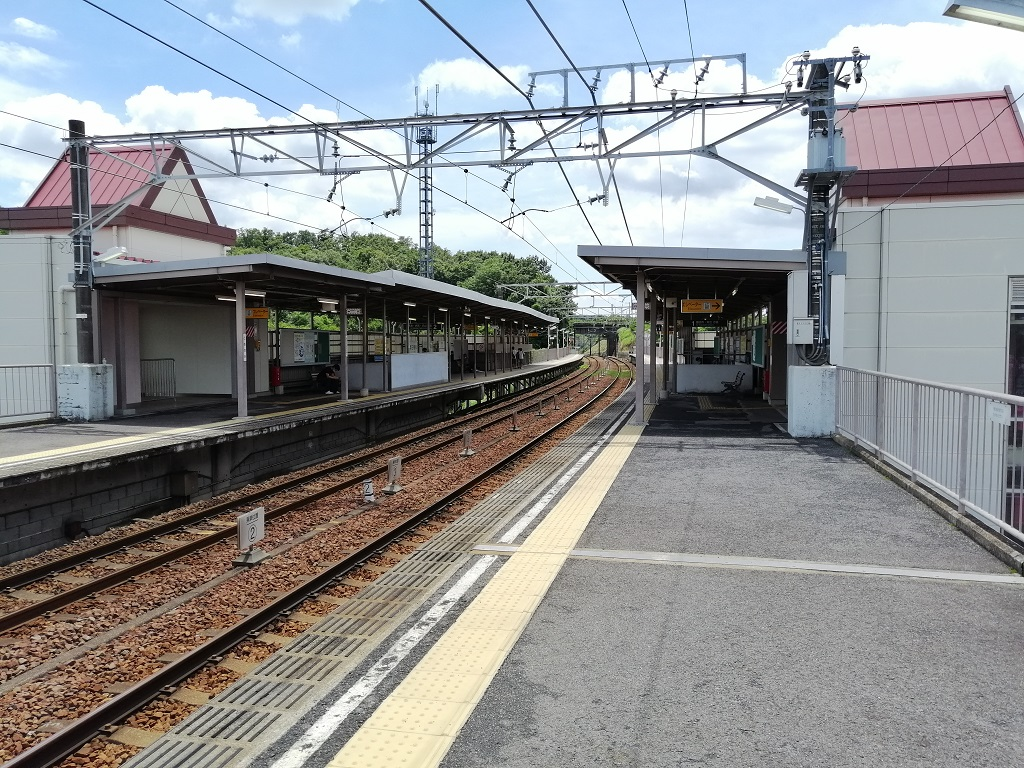
月台（2021年7月）

## 車站構造
此站為對向式月台2面2線的高架車站。
| 月台 | 路線   | 方向 | 目的地                   |
| ---- | ------ | ---- | ------------------------ |
| 1    | 豐田線 | 上行 | 往豐田市                 |
| 2    | 豐田線 | 下行 | 地下鐵伏見、上小田井方向 |

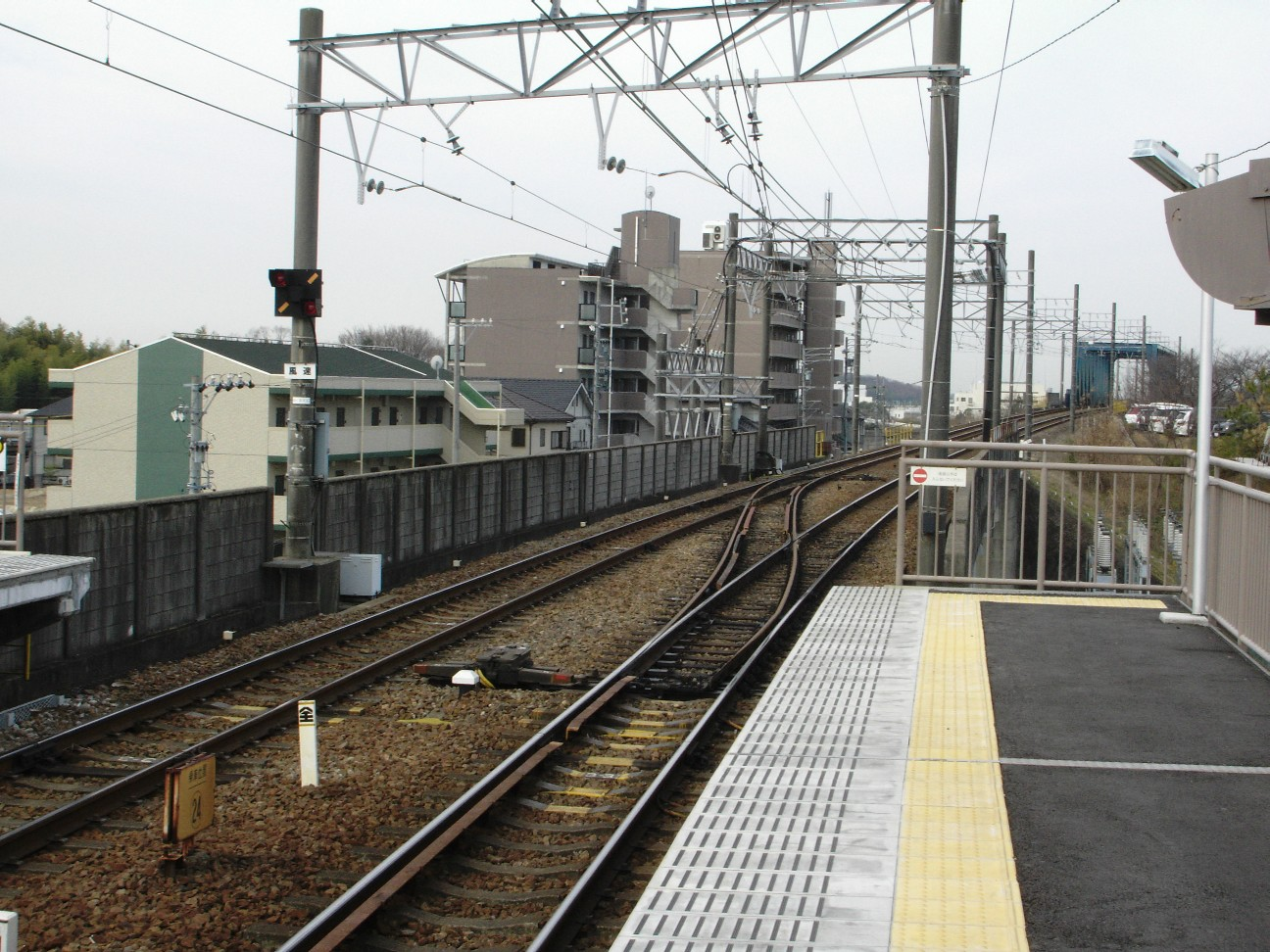
車站西側東名高速架道橋（後）與渡線（前）

### 配線圖
| ← 赤池方向      | 米野木站 構內配線略圖 | → 豐田市方向 |
| 图例 参考文献： |                       |              |

## 使用情況
| 年度               | 1日平均 上車人次 | 1日平均 上下車人次 |
| ------------------ | ---------------- | ------------------ |
| 2011年（平成23年） | 2,265            | 4,566              |
| 2012年（平成24年） | 2,526            | 5,090              |
| 2013年（平成25年） | 2,774            | 5,584              |
| 2014年（平成26年） | 2,857            | 5,765              |
| 2015年（平成27年） | 2,904            | 5,864              |
| 2016年（平成28年） | 2,788            | 5,622              |
| 2017年（平成29年） | 3,036            | 6,103              |
| 2018年（平成30年） | 3,162            | 6,359              |

## 相鄰車站
名古屋鐵道
 豐田線
日進（TT06）－米野木（TT05）－黑笹（TT04）

### 來源
1. 1 2  駅時刻表：名古屋鉄道・名鉄バス （页面存档备份，存于）、2018年2月24日閲覧
2. ↑  電気車研究会, , 電気車研究会, 2009-03

## 外部連結
- 米野木 - 名古屋鐵道